# Капбергс, Улдрикис
У́лдрикис Ка́пбергс (латыш. Uldriķis Kāpbergs, лив. Uļi Kīnkamäg или Kȭnkamäg, также известен как «король ливов» — латыш. «Lībiešu ķēniņš»; 25 марта 1869 года, Микельбака, Виндавский уезд, Курляндская губерния, Российская империя — 1 июня 1932 года, Вентспилс, Латвия) — ливский поэт, патриот Ливского берега, самопровозглашённый «король ливов» Улдрикис I. Его провозглашение королём нашло широкую поддержку ливского населения.

## Биография
Уроженец хутора «Бунтики», деревни Микельциемса. Получил домашнее образование, занимался рыболовством.
В 1923 году жители Ливского берега, представляющего собой осколок древнего этнического ареала ливов на севере Курземе, обратились в Кабинет министров Латвии с просьбой создать ливский национальный округ. Но правительство Латвийской Республики отказало им. Тогда Улдрикис Капбергс и решился объявить себя вождём ливов — королём Улдрикисом I. Капбергс придерживался радикальных взглядов, считал, что ливы являются самостоятельным народом и не должны подчиняться никакому государству, в том числе Латвии. Он провозгласил независимость родного берега и решил не признавать ни правительства Латвии, ни законов Латвии, запретил сыну служить в армии, отказывался платить налоги. Дважды направлялся в психиатрическую лечебницу; в 1922 году в лечебнице написал стихотворное послание Оскару Лооритсу «Песнь Ули Кинкамега из сумасшедшего дома молодому господину Валдапеэ». 2 мая 1932 года был арестован латвийскими полицейскими за неуплату налогов и за то, что отказался в 1931 году отдать своего сына Андрея в армию.
В 1932 году Улдрикис Капбергс умер в Вентспилсской тюрьме от сердечного приступа. Похоронен на кладбище в Микельторнисе.
Его сын Петер Кинкамег (лив. Pētõr Kīnkamäg, латыш. Pēteris Kāpbergs; 1902—1972) прожил всю жизнь в Микельбаке как рыбак, но также публиковал стихи на ливском языке.

## Творчество
Главным образом его стихи публиковались в ежемесячнике «Līvli». Произведения Кинкамега вошли также в первый (1921), четвёртый (1924) и пятый (1926) выпуски альманаха «Ливская книга» (эст. Liivi lugemik), выходившего в Тарту под редакцией Лаури Кеттунена и Оскара Лооритса. В сборник «Ливские духовные песни» (лив. Līvlist vaimli loulrāntõz; Хельсинки, 1939), подготовленный Карлисом Сталте, вошли четыре религиозных гимна, переведённых Кинкамегом с немецкого языка на ливский.
На латышский язык стихи Кинкамега переводил Райнис Ремасс.
(…)

язык будет спасён тогда,

как его мы детям покажем,

они своим — также.